# Jhonny Acosta
Jhonny Acosta Zamora, né le 21 juillet 1983, est un footballeur costaricien. Il joue au poste de défenseur dans l'équipe du Costa Rica (68 sélections pour 2 buts depuis 2011) et à East Bengal.